# Старгейт
„Старгейт“ се отнася за научнофантастичния франчайз, който започва през 1994 с едноименния филм „Старгейт“. Впоследствие историята се развива в измислена вселена, в която Земята се бори против враждебни извънземни, които притежават превъзхождаща технология или свръхестествени качества. Филмът е продължен с три сериала („Старгейт SG-1“, „Старгейт Атлантис“ и „Старгейт Вселена“) един анимационен сериал („Старгейт Инфинити“), и други вторични продукти.
Франчайзът, собственост на MGM, продължава да бъде успешен вече 31 години. Поради многото разработчици, работещи самостоятелно над франчайза през годините, различните продукти с марка Старгейт не са напълно съвместими една с друга.
Продуктите с марка Старгейт се центрират върху „Старгейта“ – извънземно устройство с форма на пръстен, който позволява телепортация до подобни устройства, локализирани из вселената. Повечето епизоди на Старгейт се развиват в днешно време. Правителството на САЩ прикрива съществуването на Старгейт-а, така в линиите на историята съществуват опровержения между това, което става в епизода и реалността. В историята много земни митологии са представени в събития, свързващи извънземни, които са посещавали и контролирали земните цивилизации в далечното минало. Въпреки че първоначално са представени като единствената враждебна раса извънземни, Гоа'улдите (името с което стават известни в SG-1) стават основният противник на Земята. Представяйки се за богове, Гоа'улдите поробват жителите на Древен Египет, създавайки тяхната култура и религия, използвайки Старгейт-овете за придвижването на роби от Земята към други обитаеми планети. Извънземните са принудени да напуснат Земята след успешно въстание от хората и след погребването и забравянето на Старгейт-а до преоткриването му в Гиза през 1928.

## Филмът
Филмът „Старгейт“, със сценарист Дийн Девлин и режисьор Роланд Емерих, излиза по кината през 1994. Филмът е трябвало да бъде началото на серия от филми, но Емерих се отказва, прехвърляйки се на режисирането на филмите „Денят на независимостта“ и „Годзила“. Филмът не е продължен във филмова трилогия както е било решено първоначално, но историята е продължена от други сценаристи и режисьори.
Бюджетът на филма е $55 000 000. Филмът печели $196 600 000 от целия свят, а само първата седмица приходите са $16 600 000. Реакциите на критиката са различни. Някои критици не са очаровани от екшън-ориентирания сюжет, както и използавено на много специални ефекти. Други критици са впечатлени от отклоненията на филма от клишетата на научната фантастика и уникалния сюжет. Филмът печели наградата Сатурн за „Най-добър научнофантастичен филм“ и БМИ Филмови музикални награди за музикалния саундтрак на Дейвад Арнолд.

### Сюжет
Внимание:  Текстът по-долу разкрива сюжета на произведението (или части от него)!
През 1928 експедиция, търсеща реликви от Древен Египет, открива голям метален пръстен в близост до град Гиза, който бива конфискуван от Въоръжените сили на САЩ, за да бъде изследван. В днешни дни, брилянтният египтолог Даниел Джаксън (Джеймс Спейдър) е нает да разчете символите по мистериозния пръстен. Оказва се, че пръстенът е Звездна порта, извънземно устройство, позволяващо почти моментална телепортация до сходно устройство на друга планета.
Джаксън е изпратен, заедно с въоръжена група, водена от полковник Джонатан „Джак“ О'Нийл (във филма в ролята Кърт Ръсел, а в сериала Ричард Андерсън), през Старгейт на пустинна планета, наречена Абидос. Там те откриват малобройна човешка цивилизация, поробена от извънземен, наречен Ра (Джей Дейвидсън), еквивалент на Ра, древеноегипетския бог на Слънцето. Ра притежава човешко тяло, което се регенерира във високотехнологичен саркофаг. Пазачите и войниците на Ра носят животински шлемове, наподобяващи образите на други древеноегипетски божества, Анубис и Хор, но не е ясно дали Ра е вдъхновил легендите или просто е част от тях. (Филмът разкрива, че Ра е създал цялата Египетска митология, за да покори човечеството.) Оказва се, че Ра е имал роби и на двете планети, но след бунт на Земята, хората затварят Вратата. Когато Ра се опитва да унищожи Земята, изпращайки бомба през отново отворената врата, земните изследователи провокират бунтове сред населението на Абидос, които завършват със смъртта на Ра и разрушаването на космическия му кораб.

## Телевизия

### Старгейт SG-1
„Старгейт SG-1“ е телевизионен сериал който дебютира по телевизията Showtime на 27 юли 1997, а впоследствие се премества в канал Sci-Fi след неговия пети сезон. Сериалът е създаден от Джонатан Гласнър и Брад Райт. Главните актьори са Ричард Дийн Андерсън (като Джак О'Нийл), Майкъл Шанкс (като Даниел Джаксън), Аманда Тапинг (като Саманта Картър), Кристофър Джъдж (като Тийл'к) и Дон С. Дейвис (като Джордж Хамънд).
Актьорите остават със сравнително регулярно присъствие по време на сериала, но има и промени. Майкъл Шанкс напуска сериала слез 5-и сезон и е заменен от Корин Немец като Джонас Куйн. Шанкс се завръща отново в началото на 7-и сезон и Немец е освободен. В края на 7-и сезон Дон С. Дейвис напуска шоуто и Ричард Дийн Андерсън попълва дупката, която Дейвис остава в шоуто. Сезон 9 представя напускането на Ричард Дийн Андерсън, но вкарва нови актьори, сред които Бо Бриджис и Бен Браудър. След дебюта си през сезон 8, следвайки и присъствие в осем епизода от 9-и сезон, популярността на Клаудия Блек и спечелва постоянно място в актьорския състав през 10-и сезон.
MGM плащат по около $1 400 000 за всеки епизод от сериала и като награда сериала се оказва един от най-успешните печелейки наградата Сатурн за Най-добри телевизионни серии няколко пъти, а актьорите печелят подобни награди за представянето си. Някои от по-скорошните награди са за визуални ефекти, чиито качества и реализъм се увеличават, след като сериала придобива по-голям бюджет.
Сериите започват една година след оригиналния филм във вътрешната хронология на историята. Сериала проследява мисиите на екипа SG-1–първият създаден експедиционен екип на новосформираната организация Старгейт Командване, след вражеска атака през Старгейт-а, която предупреждава ВВС на САЩ че Ра не е последният от от своя вид (както се е мислело във филма). Сериите уголемяват историята на филма създавайки пълна и богата митология и силни поддържащи актьори.
Старгейт SG-1 се доказва като много популярен сериал. Всяка година от сезони 5 до 8 се е очаквало краят на сериала, но рейтингите продължават да бъдат високи, позволявайки на сериала да бие рекордите и да получи 10-и сезон (изпреварвайки „Досиетата Х“ като най-дълго излъчван научнофантастичен сериал в САЩ).
„Световните рекорди на Гинес“ признават Старгейт SG-1 като най-дълго все още излъчвано продължение на научна фантастика за 2006. Сериала се нарежда на второ място след Доктор Кой, който държи титлата за най-дълго излъчван научнофантастичен сериал в света.
На 21 август 2006 канала Sci-Fi анонсира, че няма да продължат сериала за единадесети сезон. Изпълнителният продуцент Робърт Купър заявява ексклузивно за сайта GateWorld, че работи по продължение на SG-1.
MGM анонсират, че ще пуснат два филма директно на DVD, които продължават историята на SG-1 в началото на 2008 г. „Старгейт: Кивотът на истината“ ще се развива около историята с Ораи-те, и „Старгейт: Континуум“, в който ще има пътуване във времето.

### Старгейт Атлантис
„Старгейт Атлантис“ започва нова нишка от „Старгейт SG-1“, която предварително е трябвало да бъде втори филм. Вторият филм се е очаквало да бъде след шестият сезон и когато SG-1 е подновен за още един сезон след 7-ия. Когато обаче SG-1 е отново подновен за осми сезон, очакваният филм се превръща в епизода „Изгубеният град“–финал на сезона в две части, и мястото на „Старгейт Атлантис“ e преместено в галактиката Пегас, което позволява двата сериала да вървят успоредно в една и съща измислена вселена и дори по-късно историята в двата сериала се преплита. Сериала е подготвен от същите хора, които разработват и SG-1.
„Атлантис“ дебютира на канала Sci-Fi на16 юли, 2004 с участието на Джо Фланиган и Тори Хигинсън в главните роли и Рейнбоу Франкс, Дейвит Хюлет и Рейчъл Лутрел допълнително. Хюлет и Хигинсън преди това са участвали и в SG-1. Във втория сезон на Атлантис, [Пол МакГилиън] и [Джейсън Момоа] (който заменя Франкс) са добавени като постоянни актьори. Тече пети сезон, който ще бъде последен, както съобщиха от канала Sci-Fi.
Сюжета следи историята на „експедицията Атлантис“–обединен екип от военни и цивилни, които пътуват през галактиката Пегас в търсене на изгубения град Атлантис, който е изоставен от могъщата раса наречена Древни. Намирането на града е в сюжета и на повечето серии на „SG-1“ през неговия 7-и сезон. Пристигайки в Града, експедицията открива, че галактиката е управлявана от ужасяващ враг известен като „Призраците“ от които те трябва да се защитават въпреки че са превъзхождани количествено.
Сериала печели няколко награди за актьорите си, визуални ефекти и режисьори, включително и Платинена награда на Уърд Фест за режисурата на Дейвид Уининг за ранен епизод през 1-ви сезон. „Атлантис“ се доказва като успешен колкото „SG-1“, с рейтинг на Нийлсън около 1,9 пункта.

### Старгейт Юнивърс
„Старгейт Юнивърс“ е заглавието на третия Старгейт сериал, чиито първи серии вече са готови. Историята ще се развива около деветия шеврон (орнамент) на Старгейта. Sci-Fi обяви, че сериалът трябва да излезе през 2009 г.
Производството започна още в началото на 2009 г., а двучасовата му премиера ще се състои през лятото.
„ SG-U“ („Stargate Universe“) ще бъде продължението на наследството на SG-1 с техния вълнуващ сюжет, митология и завладяващи приключения, но ще бъде изобретен нов формат " – ни уверяват от Sci-Fi. Действието ще се развива предимно на древния кораб „Destiny“ (Съдба), създаден в зората на цивилизацията на Древните, като акцент ще бъдат взаимоотношенията между хората.

### Старгейт Инфинити
„Старгейт Инфинити“ е анимационен сериал развиващ се 30 – 40 години в бъдещето където се проследява историята на екип който е обвинен за престъпление което не са извършили. Екипът трябва да пътува от планета на планета в опита си да изчисти името си и да защити странен извънземен който те намират в първия епизод. Сериалът не печели популярност и е прекратен след първия си сезон.

## Книги
Издадени са три серии романи базирани на историите на Старгейт, една базирана на оригиналния филм и две базирани на телевизионните серии: „Старгейт SG-1“ и „Старгейт Атлантис“. Кратки разкази са публикувани в официалното списание Stargate Magazine.
Серия от романи написани от Бил Маккей са публикувани от 1996 до 1999 които са неофициално продължение на филма. Книгите са написани по оригиналните бележки на Дийн Девлин и Роланд Емерих, в опит да се покаже на къде би се развил филмът.
По-късно, от 1999 до 2001, ROC публикува четири романа базирани на „Старгейт SG-1“ написани от Ашли Макконел. През 2004, Fandemonium Press (базиран във Великобритания) стартира новата серия романи базирани на „Старгейт SG-1“. Заради конфликт с лиценза на ROC, тези книги могат да се намерят в Австралия, Канада, Нова Зеландия, ЮАР и Великобритания, но не и в САЩ. Книгите започват да се провадат и в САЩ през 2006.
Официалното списание Stargate Magazine, с продуцент Titan Publishing, публикува кратки разкази написани от авторите на Fandemonium в 8-ия си брой. Историите се редуват между „SG-1“ и „Атлантис“.

### Комикси
Серии от комикси, базирани на „Старгейт SG-1“ и „Старгейт Атлантис“, се публикуват от Avatar Press през 2003. Пет комикса са публикувани, с истории от Джеймс Антъни и рисунки на Джордж Кореа.

## Игри
- Stargate Trading Card Game е пусната през май 2007. Може да се намери както онлайн, така и в печатна форма. Играта е направена от Sony Online Entertainment, които също така поддържат и онлайн версията.
- Ролева игра базирана на „Старгейт SG-1“ е публикувана от Alderac Entertainment.
- Две компютърни игри базирани на филма са публикувани от Acclaim Entertainment: една за Super Nintendo Entertainment System (SNES) и Sega Genesis, и друга Тетрис-подобен пъзел за Sega Game Gear и Nintendo Gameboy.
- Stargate SG-1: The Alliance е компютърна игра базирана на вселената на Старгейт, която е трябвало да бъде пусната в продажба през 2005. Играта обаче е отказана.
- Stargate Worlds е Старгейт-базирана MMORPG (Масивна мултиплеър онлайн ролева игра) която се разработва. Продуцентите и сценаристите виждат Stargate Worlds като игра изпълнена напълно в стила на Старгейт.
- Флипер игра с името Старгейт е публикувана от Gottlieb.